# Río Tupiza

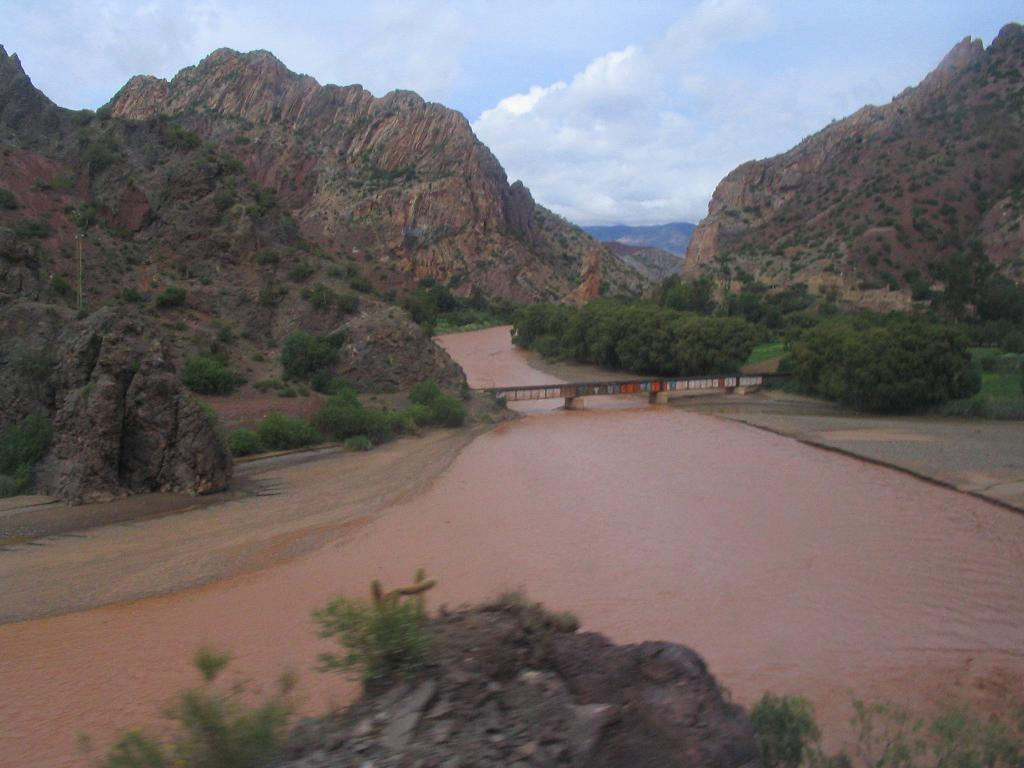
Caudal río Tupiza

El río Tupiza es un río boliviano cuyo cauce cruza la ciudad de Tupiza. Su nacimiento no está definido ya que tiene bastantes afluentes en su curso. Es un río permanente, caudaloso en la temporada de lluvias y con caudal reducido en época seca, varios de sus afluentes arrastran a esta agua contaminada procedente de la actividad minera. La actividad agropecuaria a lo largo de su curso es intensa pues con sus aguas se riegan los sembradíos de maíz, frutas y hortalizas en Salo, San Miguel, Oploca, Tambillo, Tupiza, Bolívar, La Angostura, La Deseada, Suipacha, Charaja, etc.;  más al sur, cruzando el Angosto, el río Tupiza converge en Entre Ríos con el río San Juan del Oro.
El valle de Tupiza termina en un cañón ahora denominado "El Angosto", de 120 m de longitud, 6 m de altura y 5 m de ancho. Allí hay dos túneles, para vehículos y otro para ferrocarril además de un mirador con vista hacia la confluencia de los ríos San Juan del Oro y Tupiza.